# علي بن علي الغرياني
 علي بن علي الغرياني هو علي بن علي بن أبو بكر بن امحمد بن محمد الغرياني، ولد بـ تاجوراء عام 1306 هـ، 1888م. جد الشيخ د.الصادق الغرياني مفتي ليبيا الحالي  و إمام المذهب المالكي فى ليبيا    و هو المرجع فى تفسير الموطأ و الفقه المالكي للإمام مالك بن أنس إمام أهل المدينة المنورة  ويمكنك الأطلاع على حياته فى كتب الشيخ د.الصادق الغرياني في كتيبه عن سيرته ومولده وحياته العلمية.

## حياته العلمية
تربى يتيماً، والتحق بمدرسة أبي راوي بتاجوراء، قرأ القرآن على والده بتاجوراء ، ورافق والده في رحلته إلى الحج عام 1905م، فمات الوالد عليه هناك، ودفن بـ البقيع، وكان عمر الشيخ الابن حينها سبع عشرة سنة.
وبعد رجوعه انكب الابن على تحصيل العلوم الشرعية واللغوية، وتلقى ذلك على يد أخيه الأكبر الشيخ محمد، المعروف بالشيخ الكبير، الذي كان يعقد حلقات العلم في بيته، ويأتي إليها عدد من الطلاب
في ذلك الوقت من كل مكان، وقد جلس في حلقاته البيتية هذه عدد من الطلاب كانوا فيما بعد من مشاهير علماء ليبيا كالشيخ علي الغرياني الذي نتكلم عنه والشيخ محمد أبي الأسعاد العالم مفتي ليبيا الأسبق، وغيرهما.
وكان الشيخ الكبير عطوفاً على أخيه، فكان بينهما إلى أن ماتا من المودة والتقدير، والتعاون المفيد في التعليم وفي المعيشة، ما يجعل من يراهما يظن أن الشيخ علي ابن الشيخ الكبير وليس أخاه، لذا بعد أن تخرج الشيخ علي من
مدرسة أخيه الخاصة في تاجوراء، أرسله الشيخ الكبير إلى جامع ميزران، بمدينة طرابلس، الذي كان وقتذاك أشبه بالمعهد العلمي، يعج بجلقات الدروس، ويتولى التدريس فيها نخبة من خيرة علماء ليبيا، كالشيخ عبد الرحمن البوصيري، والشيخ الضاوي وغيرهما.

## بعض من سيرته
توج إيتالو بالبو نشاطه في ليبيا خلال فترة حكمه للمستعمرة من 1934-1940 بإعطاء موسوليني لقب حامي الإسلام كما فعل أيضاً نابليون بونابرت خلال احتلاله لمصر  فيما يبدو تطبيق استراتيجي لمكيافيلية «السلطة والدين» (يرى مكيافيلي: أن الدين ضروري للحكومة لا لخدمة الفضيلة ولكن لتمكين الحكومة من السيطرة على الناس.)  أو كما يرى كارل ماركس الدين «(من أنه حيلة ووسيلة للعيش من خلال خداع الناس)» ولذلك كانت هذه الأساليب للسيطرة واحتواء الشعب الليبي ضمن منظومة مشروع الإستعمار الإيطالي.
كتب حفيده الصادق الغرياني سيرة لجده علي بن علي الغرياني وألّف كتيب عنه عنونه "نبذة عن حياة الشيخ علي بن علي الغرياني" في الصفحة الثامنة منه فيما عرفه بالصنف الرابع بشدة الشيخ على هذه الأصناف في حياته التالي " المحلقون للحاهم، كان ينتهز المحلقين شديداً، وينعي عليهم تركهم الاقتداء برسول الله صلى الله عليه وسلم الذي أمر القرآن باتباعه، وإذا سأله أحد عن حلق اللحية، يذكر له قول الله تعالى { لَقَدْ كَانَ لَكُمْ فِي رَسُولِ اللَّهِ أُسْوَةٌ حَسَنَةٌ }
إلى أن قال وكان يرى أن الناس متشبهون بالكفار في هذه البدعة، حتى إنه ذات مرة كان يصحبه أحد تلاميذه وكان حليقا، فقابلهم رجل كث اللحية تدل هيئته على أنه غير مسلم ، فقال للتلميذ لو أتاكم في البلد أعداد من أمثال هذا الكافر الملتحي لقلدتموهم وأعفيتم لحاكم."
وسبق ذلك أن أصدر الملك الإيطالي فيكتور عمانويل الثالث قانوناً بتاريخ 1 يونيو 1919 يقضي بمنح الجنسية الإيطالية لغير المسيحي تسمى «تشيداتنيا» لسكان المستعمرات الإيطالية المحليين في كلاً من أثيوبيا وليبيا.